# Большая Колыванская ваза
Большая колыванская ваза (иногда называемая в популярных источниках «царицей ваз») из зелёно-волнистой яшмы — произведение камнерезного искусства, экспонирующееся в Государственном Эрмитаже.
Вес каменного изделия составляет 19 тонн. Высота вазы с пьедесталом — 2,57 м, большой диаметр составляет 5,04 м, а малый — 3,22 м. Это самая большая ваза в России.

## История создания
В 1815 году на ревневской каменоломне Алтайского горного округа рабочие под руководством И. С. Колычева расчистили от осадочных пород довольно крупный утёс зелёно-волнистой яшмы. От него начали отделять камни, пригодные для создания больших чаш. Через четыре года, в той же каменоломне был обнаружен монолитный 11-метровый участок. От этой находки удалось отделить монолит длиной 8,5 м, который из-за трещины пришлось разделить на две неравные части. Пригодной для работы была признана бо́льшая часть камня, имевшая длину 5,6 м.
Вскоре после этого управляющий Колыванской фабрики М. С. Лаулин представил Кабинету Александра I модель и чертежи добытого монолита яшмы. 21 ноября 1820 года из Петербурга пришёл ответ с рисунками и предписанием об изготовлении эллипсовидной чаши. Автором проекта стал архитектор А. И. Мельников.
К работам приступили в феврале 1828 года. С помощью 230  рабочих в течение 8 дней камень был вытащен к каменотёсному сараю и поднят на метровую высоту. Первичной обработкой монолита занимались около 100 мастеров, после чего в 1830 году камень уложили на дровни и вручную, силами 567 человек, передвинули глыбу на 30 верст в Колывань. На фабрике рабочие занимались обтёской «полотенца» чаши (верхней части). После этого в 1832—1843 годах создавалась ёмкость чаши, наносился орнамент и полировалась поверхность яшмы. К этому же времени был найден камень для пьедестала, в котором просверлили отверстие для стального стержня (пирона), соединяющего постамент с ножкой чаши.
19 февраля 1843 года поезд из впряжённых в особые сани лошадей (от 154-х до 180-ти, в зависимости от рельефа местности) повёз чашу из Колывани в Барнаул. Из Барнаула обоз двинулся на Урал, на Уткинскую пристань реки Чусовая, где чашу подетально загрузили на плоты и отправили водным путём — по Чусовой, далее — по Каме, далее — по Волге бурлаками, и затем по Мариинской водной системе в Неву.
Через полгода чаша была доставлена в Петербург, однако баржа с ней довольно долго стояла на Фонтанке у Аничкова моста. Тем не менее, каменное изделие выгрузили у набережной Невы рядом с Эрмитажем. В 1845 году вазу было решено поместить в одном из залов Нового Эрмитажа, после чего для неё 4 года сооружали специальный фундамент. Осенью 1849 года 770 рабочих поставили чашу на место, провезя её через проём недостроенной стены. Здесь же к вазе добавили украшения из бронзы — венок из дубовых листьев.

## Символика
Большая Колыванская ваза является одним из государственных символов Алтайского края. Она изображена на гербе и флаге региона, а также на ордене «За заслуги перед Алтайским краем».